# پرکلرات
پرکلرات (به انگلیسی: Perchlorate) با فرمول شیمیایی ClO۴- یک ترکیب شیمیایی با شناسه پاب‌کم ۱۲۳۳۵۱ است. که جرم مولی آن ۹۹٫۴۵۱ g/mol می‌باشد. 